# Ville fusionnée de Gebhardshain
La Ville fusionnée de Gebhardshain est une municipalité allemande située dans le land de Rhénanie-Palatinat et l'arrondissement d'Altenkirchen (Westerwald).

## Source
- (de) Cet article est partiellement ou en totalité issu de l’article de Wikipédia en allemand intitulé « Verbandsgemeinde Gebhardshain » (voir la liste des auteurs).